# Schwackenunatak
Der Schwackenunatak ist ein rund 2000 m hoher Nunatak im ostantarktischen Viktorialand. Im Südwesten des Evans-Firnfelds ragt er nordnordöstlich der Intention-Nunatakker und südsüdwestlich des Solo-Nunataks auf.
Wissenschaftler der deutschen Expedition GANOVEX IV (1984–1985) nahmen seine Benennung vor. Namensgeber ist Friedrich Wilhelm Schwacke (1948–2016), ein Pilot der Forschungsreise.